# День рождения Боба
«День рождения Боба» (англ. Bob's Birthday) — канадско-британский короткометражный мультипликационный фильм 1993 года, созданный Элисон Сноуден и Дэвидом Файном при поддержке Канадской государственной службы кинематографии и Channel 4. Картина была удостоена премии «Оскар» за лучший анимационный короткометражный фильм на 67-й церемонии вручения наград премии «Оскар» в 1995 году, была номинирована на премию BAFTA в категории «Лучший анимационный короткометражный фильм», а также получила ряд других номинаций и премий. «День рождения Боба» рассказывает историю того, как Маргарет пытается устроить вечеринку-сюрприз для своего мужа Боба по случаю его сорокового дня рождения, в то время как сам Боб неожиданно сталкивается с приступом кризиса среднего возраста. Сюжет картины был вдохновлён личными чувствами её создателей по поводу своего возраста, когда им обоим исполнилось тридцать. Впоследствии мультфильм стал пилотной серией для мультсериала «Боб и Маргарет», созданного на его основе и выходившего с 1998 по 2001 год в Канаде и Великобритании.

## Сюжет
Боб Фиш работает дантистом и, похоже, начинает переживать кризис среднего возраста в свой сороковой день рождения. Его жена, Маргарет, в этот день пытается устроить вечеринку-сюрприз для Боба, собирая дома всех друзей семьи в тайне от мужа. Она звонит ему на работу прося выбрать меню для ужина, делая вид, что они поедут в ресторан этим вечером, а сама тем временем готовит дом к вечеринке. Боб в это время без энтузиазма работает со своими пациентами и размышляет о жизни. Один из них рассказывает Бобу как читал, что среди всех профессий у дантистов самый высокий процент самоубийств, и продолжает эту мысль расспрашиваниями о графике работы и зарплате, пока Боб работает над его зубами.
Действие фильма продолжается в доме Боба и Маргарет, куда на вечеринку пришли все их друзья. Пока они ожидают появления Боба, Маргарет заканчивает приготовления и проверяет окно, желая вовремя заметить приезд мужа и успеть дать гостям сигнал спрятаться, чтобы потом они все одновременно выпрыгнули из своих укрытий по крику «Сюрприз !». Когда Боб приезжает, он проходит прямо на кухню, не обращая внимания на Маргарет, а затем спрашивает её, не беспокоит ли её то, что у них никогда не было детей, а также интересуется, должен ли он оставить свою работу дантиста. Гости продолжают прятаться, пока Боб поднимается наверх, чтобы переодеться. Не закончив, он спускается вниз в одной рубашке и совсем без нижнего белья, чтобы спросить что-то про свой костюм. Маргарет приходит в ужас, понимая, что его в таком виде могут увидеть гости и требует, чтобы Боб немедленно надел штаны. Тот обижается и говорит, что раньше ей нравилось, когда он так делал, что ещё больше усиливает его кризис среднего возраста.
Боб, всё ещё не догадываясь, что в это время все их друзья прячутся за диванами и слушают, начинает жаловаться Маргарет, что все их друзья очень скучные и что наверняка они с Маргарет никому из них на самом деле даже не нравятся. Маргарет пытается спасти положение громко говоря, что у них замечательные друзья и что Боб сам это говорил. На что тот начинает сердиться ещё больше, замечая, что никогда такого не говорил и что Маргарет, вероятно, нужен новый муж из числа их друзей, раз они так ей нравятся. Маргарет, понимая, что вечер разрушен, приносит Бобу его брюки и трусы. Боб выходит на улицу, чтобы подождать в машине, потому что он всё ещё верит, что они собирались в ресторан. Маргарет берёт свою сумочку, выключает свет в доме и следует за ним, оставляя всех их друзей прятаться в темноте.

## В ролях
- Элисон Сноуден[англ.] — Маргарет Фиш
- Энди Хамильтон[англ.] — Боб Фиш
- Гарри Энфилд[англ.]
- Эндрю Маклахлан[англ.]
- Тесса Войчак
- Салли Грейс[англ.]

## Производство
Дэвид Файн и Элисон Сноуден познакомились будучи студентами Национальной школы кино и телевидения в 1980 году, а затем начали работать вместе. Работа над «Днём рождения Боба» заняла два года. Бюджет фильма составил 335 000 долларов, и частично финансировался Канадской государственной службой кинематографии.

## Отзывы критиков
В рецензии 1995 года от «Торонто стар», одной из крупнейших ежедневных канадских газет, говорится, что фильм, будучи «единственным претендентом на „Оскар“ от Канады в этом году», не является «ни детской вечеринкой, ни вечеринкой вообще» — «Это язвительная история о возможно реальном кризисе среднего возраста, которую аниматоры Элисон Сноуден и Дэвид Файн за 12 минут и 18 секунд рассказывают лучше, чем большинство документальных фильмов на эту тему».

## Награды и номинации
| Награды и номинации | Награды и номинации                                           | Награды и номинации                        | Награды и номинации | Награды и номинации |
| Год                 | Награда                                                       | Категория                                  | Результат           |                     |
| ------------------- | ------------------------------------------------------------- | ------------------------------------------ | ------------------- | ------------------- |
| 1994                | Премия «Золотой медведь» Берлинского кинофестиваля            | Лучший короткометражный фильм              | Номинация           |                     |
| 1994                | Премия BAFTA                                                  | Лучший анимационный короткометражный фильм | Номинация           |                     |
| 1994                | Приз «Серебряный Хьюго» Международного кинофестиваля в Чикаго | Лучший короткометражный фильм              | Победа              |                     |
| 1994                | Премия «Джини»                                                | Лучший анимационный короткометражный фильм | Номинация           |                     |
| 1994                | Премия Международного анимационного фестиваля в Оттаве        | Gordon Bruce Award for Humor               | Победа              |                     |
| 1995                | Премия «Оскар»                                                | Лучший анимационный короткометражный фильм | Победа              |                     |